# 南あわじ市立三原志知小学校
南あわじ市立三原志知小学校（みなみあわじしりつ みはらしちしょうがっこう）は、兵庫県南あわじ市志知佐礼尾にあった公立小学校。　

## 沿革
- 1874年(明治7年)1月18日 - 日知小学校として開校。
- 1887年(明治20年)4月1日 - 志知簡易小学校と改称。
- 1888年(明治21年)4月1日 - 志知尋常小学校と改称。
- 1892年(明治25年)4月1日 - 志知村立志知尋常小学校と改称。
- 1941年(昭和16年)4月1日 - 志知国民学校と改称。
- 1947年(昭和22年)4月1日 - 志知村立志知小学校と改称。
- 1957年(昭和32年)6月1日 - 西淡町立志知小学校と改称。
- 1957年(昭和32年)10月1日 - 三原町立志知小学校と改称。
- 2005年(平成17年)1月11日 - 南あわじ市の発足により南あわじ市立三原志知小学校と改称。
- 2020年(令和2年)
  - 3月31日 - 南あわじ市立西淡志知小学校との統合により廃校
  - 4月1日 - 南あわじ市立志知小学校開校

## 通学区域
- 南あわじ市志知地区(松本・佐礼尾・難波・中島に限る)[1]

## 進路状況
ほとんどの児童は南あわじ市立三原中学校へ進学した。

## 跡地利用
校舎と跡地については老朽化部分の補修を行い、2023年度をめどに教育センター兼公民館になる計画になっている。